# Somnium
Somnium (Latin för "Drömmen"), full titel: Somnium, seu opus posthumum De astronomia lunari, är en berättelse skriven på latin av Johannes Kepler, och publicerad postumt av hans bror Ludwig Kepler år 1634. I berättelsen förs en av Tycho Brahes elever till Månen genom ockulta krafter. Berättelsen innehåller en detaljerad beskrivning av hur Jorden skulle se ut från Månen, och räknas till ett av de första seriösa verken om månastronomi. Carl Sagan och Isaac Asimov har kallat den för det första science fiction-verket.

## Handling
Berättelsen handlar om Duracotus, son till en häxa från Island vid namn Fiolxhilda. Som ung bannlyste hon Duracotus till Danmark i fem år. Då han återvänder beslutar hon sig för att berätta några hemligheter. Hon förklarar att hennes instruktör var en demon som sovit på Månen. Under en solförmörkelse kan demoner från Månen resa mellan Månen och Jorden. Duracotus vill också resa dit, och förs till Månen.
För att göra resan fick han svampar att hålla för näsan. Han hamnar vid Lagrangepunkten mellan Jorden och Månen, och kan sedan ta sig ner mot Månens yta. Författaren hade vissa kunskaper om tyngdlagens effekter, och behovet av skydd utanför Jordens atmosfär.

### Fotnoter
1. ↑  Dick Harrison (16 mars 2001). ”Drömmen om rymden” (på svenska). Populär historia. https://popularhistoria.se/vetenskap/drommen-om-rymden. Läst 1 december 2022.
2. ↑  Dick Harrison (9 juni 2015). ”Skrevs det science fiction redan på 1600-talet?” (på svenska). Svenska Dagbladet. https://www.svd.se/a/c397a634-94be-4898-a972-a0b58a380f9f/skrevs-det-science-fiction-redan-pa-1600-talet. Läst 1 december 2022.
3. ↑  Ángel Sucasas (16 november 2015). ”Kepler, the Father of Science Fiction” (på engelska). Open Mind. https://www.bbvaopenmind.com/en/science/leading-figures/kepler-the-father-of-science-fiction/. Läst 1 december 2022.
4. ↑  Gale E. Christianson (Mars 1976). ”Kepler's Somnium: Science Fiction and the Renaissance Scientist” (på engelska). Pepauw universitet. https://www.depauw.edu/sfs/backissues/8/christianson8art.htm. Läst 1 december 2022.
5. ↑  Bruno Latour (11 mars 2010). ”Thinking the Cosmos in the Seventeenth Century” (på engelska). Cairn International edition. https://www.cairn-int.info/article-E_ANNA_652_0325--thinking-the-cosmos-in-the-seventeenth.htm. Läst 1 december 2022.